# Piste d'athlétisme
 (janvier 2012).
Si vous disposez d'ouvrages ou d'articles de référence ou si vous connaissez des sites web de qualité traitant du thème abordé ici, merci de compléter l'article en donnant les références utiles à sa vérifiabilité et en les liant à la section « Notes et références ».

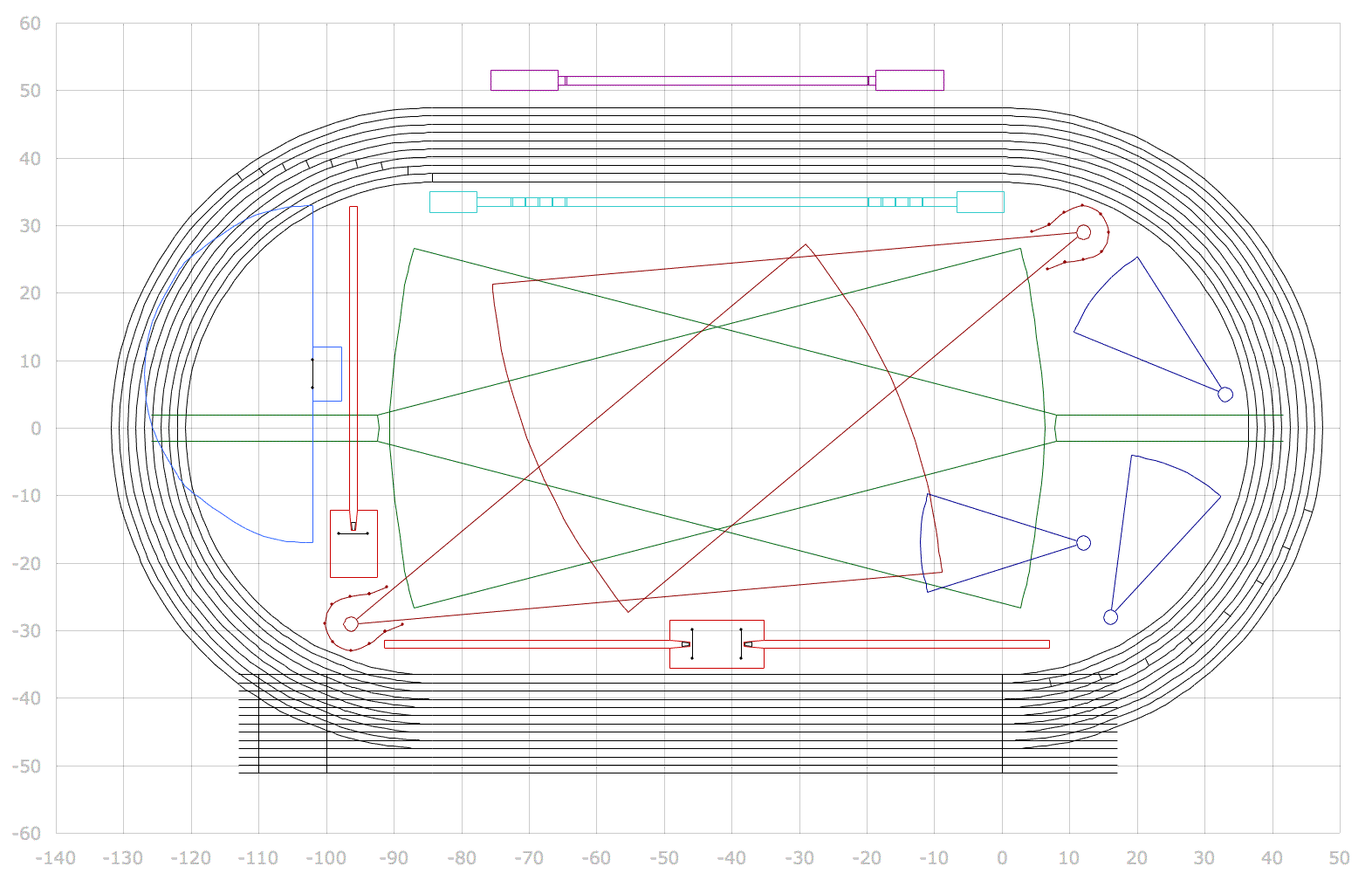
Schéma d'une piste d'athlétisme

Une piste d'athlétisme standard est une surface plane oblongue composée de deux lignes droites et deux demi-cercles, dont le périmètre intérieur est de 400 m en plein air. La largeur et le nombre de couloirs sont variables (habituellement de six à neuf couloirs de 1,22 mètre de large, le couloir 8 faisant 453,03 m de long). La piste d'athlétisme est souvent associée à d'autres aires, destinées à la pratique d'autres disciplines de l'athlétisme (sauts, lancers) ou à d'autres sports (football, rugby).

## Historique
Le nombre des couloirs d'athlétisme trouve son origine dans la Grèce antique[réf. souhaitée]. Les stades comportaient alors des pistes avec huit couloirs de 1,50 mètre délimités par des cordes.[réf. nécessaire]
Longtemps les pistes n’ont eu que 6 couloirs[réf. souhaitée]. Et désormais certaines en possèdent 9.
La distance de 400 m s'inspire de la Grèce antique lorsque l'on courait un double stade, soit 384,54 m.[réf. nécessaire] Au XIXe siècle les Britanniques créent le 440 yards ou quart de mile.
Le développement de stades avec des pistes adaptées a lieu dans les années 1850, parallèlement avec l'amélioration des équipements sportifs et d'instruments précis pour le chronométrage. Les pistes sont alors généralement de la terre battue, du sable ou de l’herbe grasse puis en cendrée[réf. nécessaire] (soit rouge en brique pilée, soit grise avec un mélange de terre et de cendres broyées) mais les sportifs dérapent, se blessent et ces pistes manquent encore de rapidité.
Avant 1908, certaines pistes de stades sont équipées de couloirs séparés par des cordes, mais pas systématiquement. Lors de la finale controversée du 400 mètres aux Jeux olympiques d'été de 1908 à Londres, le vainqueur, l’Américain John Carpenter, est accusé d'avoir gêné le Britannique Wyndham Halswelle. Afin d’éviter tout nouvel incident, les organisateurs décident de diviser la piste en couloirs délimités par des cordes et progressivement, tous les stades voient leurs pistes avec des couloirs tracés par des lignes blanches.
La fin des années 1950 voit l'apparition de pistes synthétiques sur asphalte, antidérapantes et inaltérables qui permettent l'amélioration des performances. Le revêtement qui connaît alors un grand succès est le tartan, agglomérat en résine synthétique, caoutchouc et amiante.
Depuis les Jeux de Montréal en 1976, l'entreprise Mondo est devenue le principal fournisseur des différents comités d'organisation olympiques ou des championnats du monde d'athlétisme pour les revêtements synthétiques
Aujourd'hui, toutes les pistes sont équipées des descendants de l'ancien tartan. Elles sont formées d'une couche antidérapante et poreuse d'élastomère ou de caoutchouc (gomme naturelle vulcanisée) liée par la résine sur une couche de fondation.

## Piste en extérieur

### Couleur de la piste

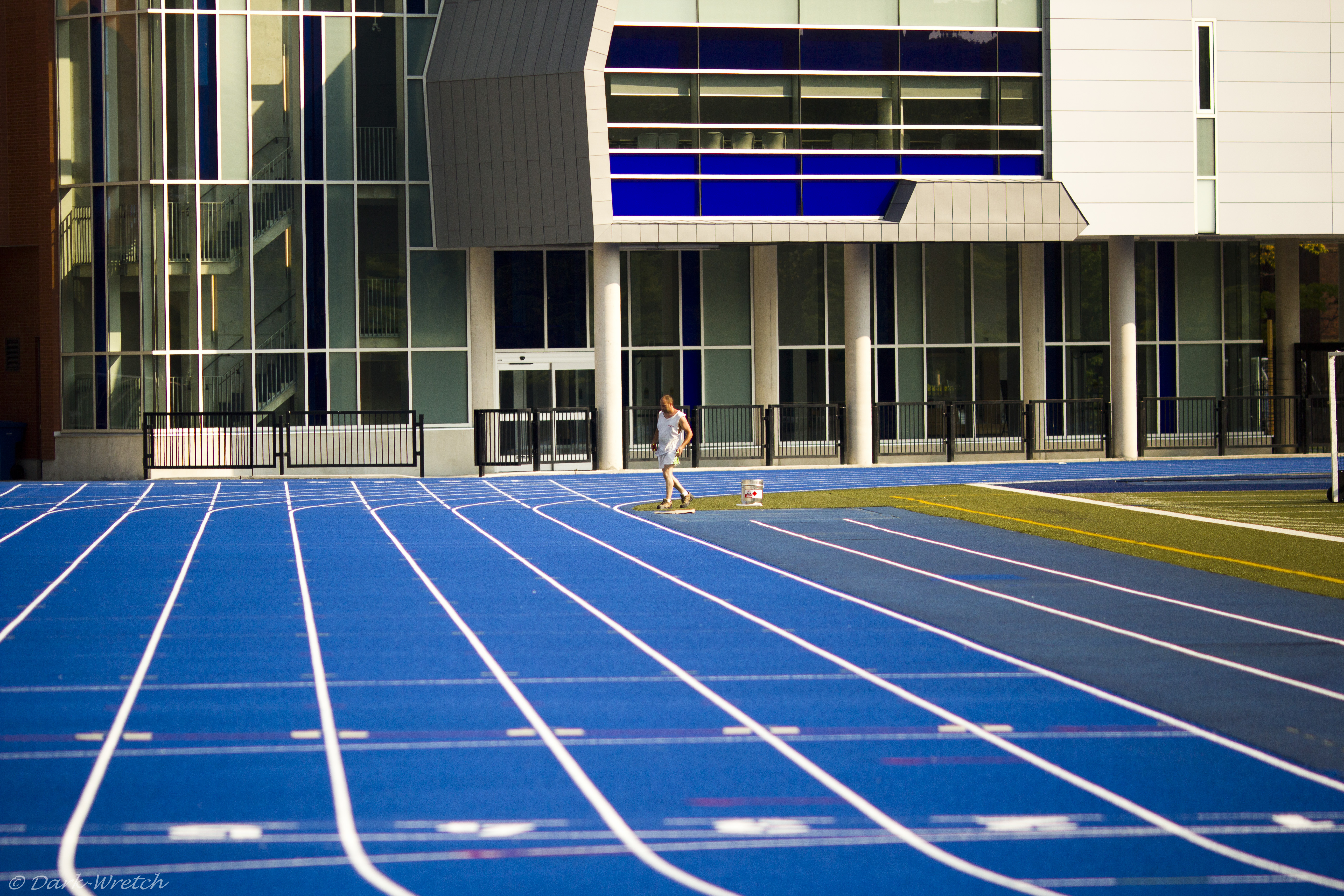
Piste d'athlétisme bleue du Stadium de Toronto, Canada

La piste peut être de couleurs diverses (obtenues par les pigments de charge ajoutés au caoutchouc ou à l'élastomère) même si elle est majoritairement et traditionnellement rouge ocre. Si cette couleur rappelle celle des pigments de polyuréthane du tartan, elle s'est imposée non par convention mais parce qu'elle est celle qui résiste le mieux aux rayons ultra-violets du soleil.
Récemment refaite en bleu, la piste du Stade olympique Lluís-Companys de Barcelone a accueilli les Championnats d'Europe d'athlétisme 2010. La piste du Stade olympique de Berlin a également été refaite en bleu.
Bleu clair, P85 est le code couleur de la « Mondo Sportflex Super X », modèle de l'anneau synthétique de 400 m coulé dans le stade aux 66 422 places de Daegu qui accueille les Championnats du monde d'athlétisme 2011. Cette couleur est choisie selon Mondo « afin d'améliorer la concentration des athlètes, et de réduire la fatigue des yeux des téléspectateurs ».
Lors des Championnats du monde d'athlétisme 2019 à Doha, au Qatar, la piste du Khalifa International Stadium est de couleur rose pale pour la première fois de l'histoire.
La piste d'athlétisme des Jeux olympiques de 2024 au Stade de France, est violette.

### Distances

Piste d'athlétisme de huit couloirs

Sur une piste officielle de 400 m comptant 8 couloirs, les distances par couloir sont les suivantes :
- couloir 1 : 400 m
- couloir 2 : 407,04 m
- couloir 3 : 414,70 m
- couloir 4 : 422,37 m
- couloir 5 : 430,03 m
- couloir 6 : 437,70 m
- couloir 7 : 445,36 m
- couloir 8 : 453,03 m

Les distances sont celles mesurées à 30 cm à l'intérieur du couloir pour le couloir no 1 et à 20 cm à l'intérieur du couloir pour les couloirs suivants.
Le périmètre exact de la piste standard à la corde est de 398,12 mètres : longueur de 84,39 mètres et rayon de courbure de 36,50 mètres.

### Forme de la piste
Plusieurs formes de piste existent, en anse de panier (à deux rayons) ou à un rayon. Les rayons changent selon la forme de la piste, la partie droite fait 80 m, la partie courbe (virage) fait 120 m. La longueur de la ligne droite d'arrivée permet le 100 m et le 110 m haies par un allongement de part et d'autre de l'anneau. Ceci est dicté par l'implantation générale du stade. Les critères sont la topographie du sol, l'emprise de toutes les zones annexes (tribunes, parking, voie d'accès, billetterie, stade d'échauffement, buvettes...), la présence ou non d'un terrain de football ou de rugby au centre, etc. La longueur officielle du tour de piste est de 400 m mais certains stades font exception avec des tours de piste variant de 500 à 600 m.

### Marquages au sol

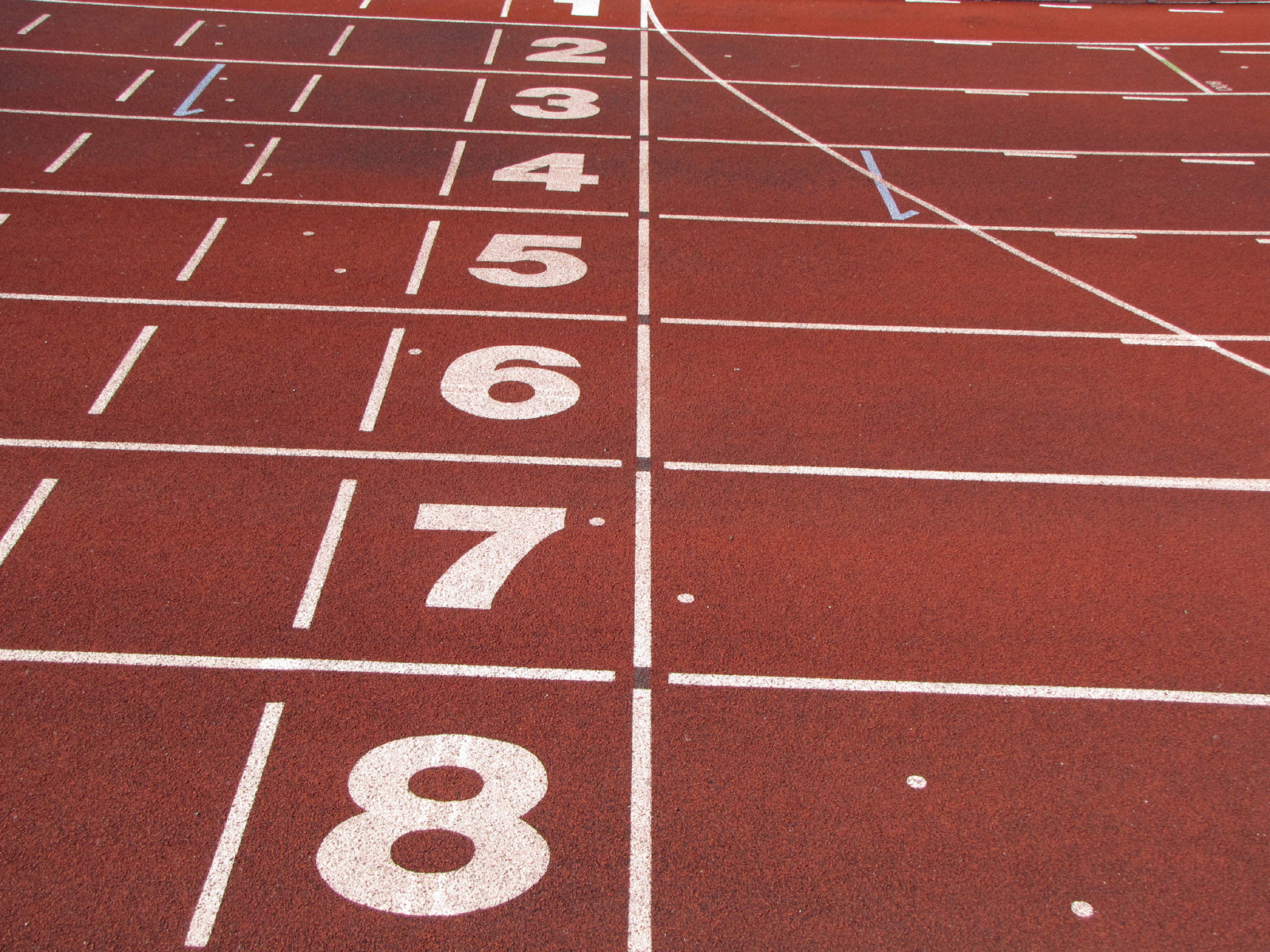
Exemple de marquage au sol

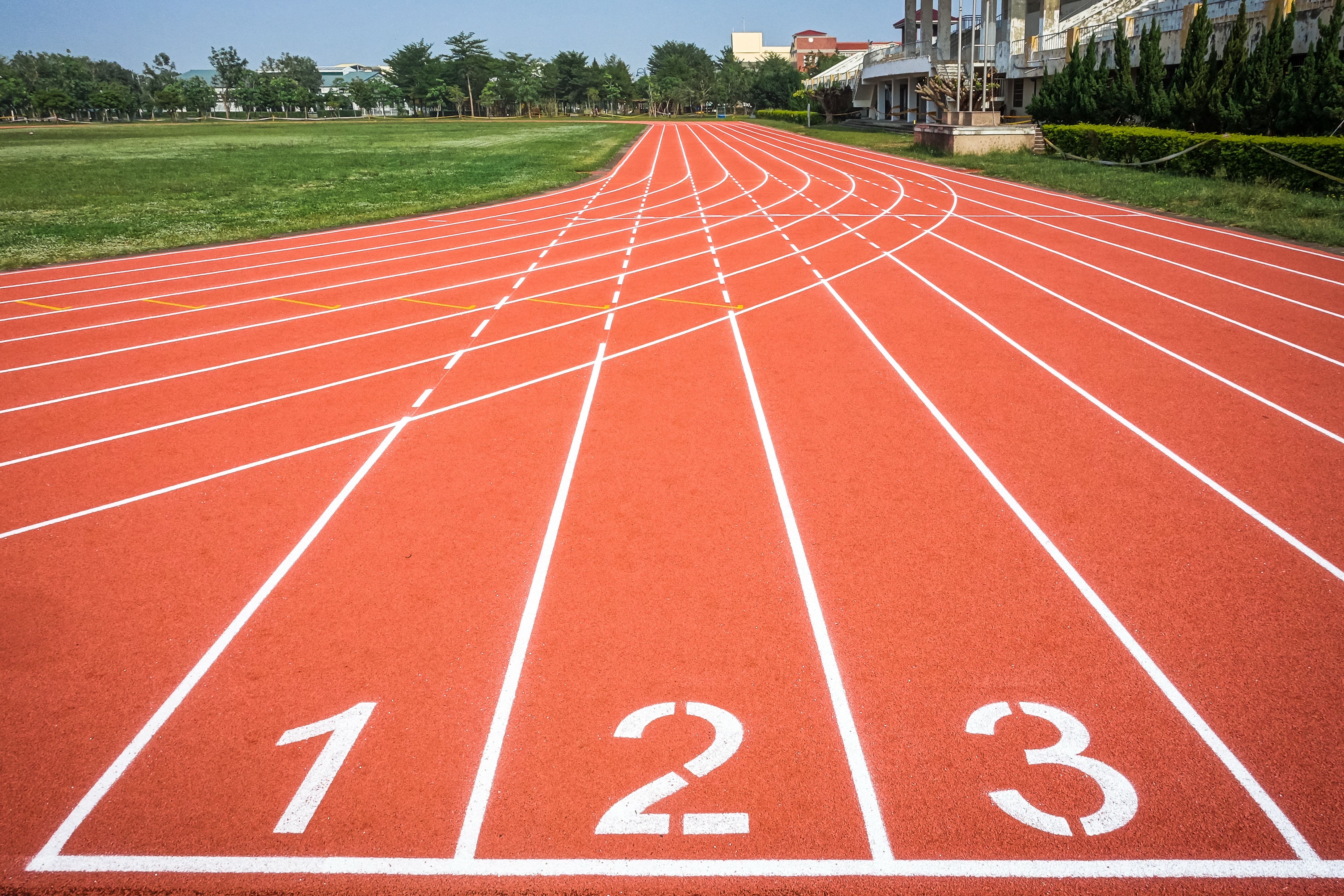
Marquage sur la piste du stade de Chiayi, Taïwan.

Les marquages principaux au sol permettent de délimiter les couloirs, les différentes lignes de départ suivant les épreuves, et de marquer la ligne d'arrivée.
D'autres marquages identifient les distances remarquables (tous les 100 mètres notamment), les repères pour les courses courtes sur plusieurs couloirs. La distance de 400 m du premier couloir se mesure à 30 cm du bord intérieur de la piste lorsque celle-ci comporte une bordure, mais si c'est une simple ligne, la mesure s'effectuera à 20 cm du bord. En effet, un coureur prend plus de marge lorsqu'il court près d'une bordure (5 cm de haut et revêtement dur et glissant), alors qu'il court plus facilement le long d'une ligne. De ce fait, le décalage entre le couloir 1 et 2 est de 7,04 m alors que pour tous les autres, il est de 7,66 m (règlement juge arbitre IAAF). Il y a des marques pour la position des haies, vertes pour le 400 mètres haies (à 45 m du départ puis tous les 35 m), bleues pour le 110 mètres haies (9,14 m), jaunes pour le 100 mètres haies (8,50 m), blanches (8 m), rouges (7,50 m), des marques pour le début et la fin de la zone de transmission du témoin pour les courses de relais : le chiffre 1 en jaune symbolisant le début de la zone de par l'orientation de la barre du chiffre 1, et à 30 m de l'entrée de zone de transmission un chiffre 1 retourné symbolisant la sortie de zone de transmission. Ces marquages ont tous comme point de repère la ligne d'arrivée.
Les courses de vitesse, notamment la course phare du 100 mètres, se courent sur une seule portion de la piste : le plus grand côté ; une zone spécifique prolonge la piste, après la ligne d'arrivée, pour permettre aux concurrents de ralentir progressivement. La distance règlementaire de 400 mètres est mesurée à 30 centimètres de la délimitation interne de la piste, aussi appelée la corde.
Les marquages sur les pistes synthétiques sont définitifs (peinture), sur les pistes en cendrée ils sont réalisés périodiquement à la poudre à tracer (comme au football).

### Sens de la course
Le sens de course est depuis 1913 dans le sens inverse des aiguilles d'une montre (le cœur supporterait mieux la course dans ce sens)[réf. nécessaire]. Le 100 m sur certains stades doublement équipés du point de vue matériel (chronos, électricité…) peut être inversé pour avoir un vent favorable. De même, le sens des concours peut tenir compte des vents dominants, bien que cette donnée soit fluctuante même en quelques heures.

## Piste en salle

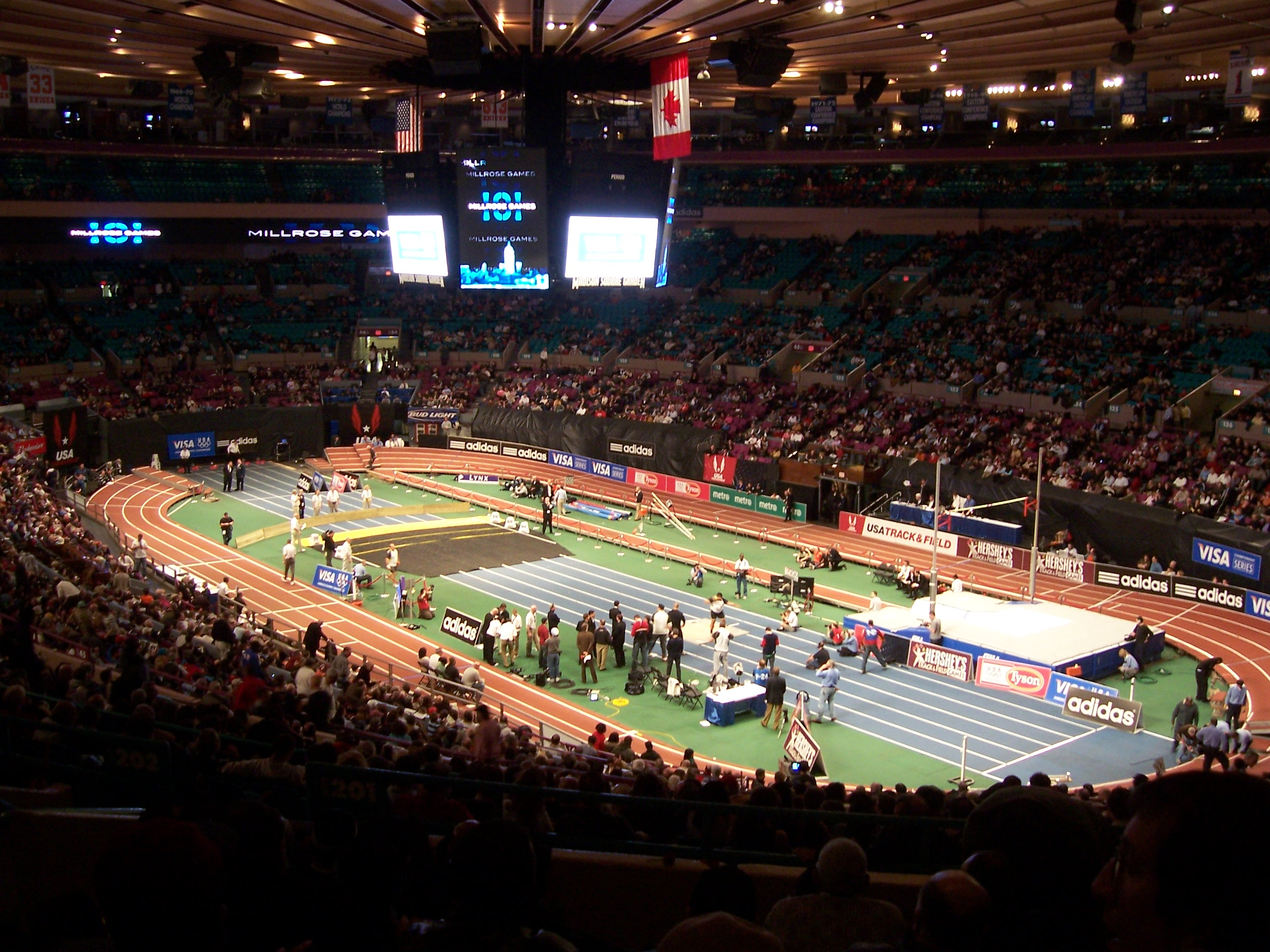
Piste d'athlétisme en salle, Madison Square Garden, New York.

La piste en salle est différente de la piste en plein air et l'athlète ne rencontre pas les mêmes sensations.
La piste en salle est une surface aux virages relevés, de longueur officielle de 200 mètres. La ligne droite au milieu ne permet de courir que 60 mètres. En conséquence, tous les formats de course ne s'y retrouvent pas. Ainsi, il n’y a pas de 100 mètres mais des 60 mètres, des 400 mètres, des 800 mètres, des 1 500 mètres et des 3 000 mètres qui sont disputés lors des Championnats du monde d'athlétisme en salle. Dans les pays anglo-saxons, il y a aussi des courses d'un mile et de 2 miles.
Sur l'anneau, il y a généralement 6 couloirs. Les côtés sont relevés pour faciliter la course dans les virages, qui sont plus serrés qu'à l'extérieur. Les athlètes les descendent et les remontent. Les couloirs extérieurs sont considérés comme les meilleurs puisque comparativement les moins serrés.
L'avantage de la salle est que les athlètes ne rencontrent pas de mauvaises conditions climatiques, comme le froid, la pluie ou le vent défavorable.
Les principaux inconvénients sont dus aux dimensions mêmes de la piste : les virages sont plus serrés, ce qui a tendance à modifier la foulée et à rendre la course en salle plus difficile, et la structure des courses est modifiée, notamment le 200 mètres, qui comporte deux virages, et le 400 mètres, qui comporte un rabat et un deuxième tour couru à la corde. Pour ces raisons les performances réalisées sont habituellement plus faibles en salle qu'à l'extérieur.

## Impact du revêtement
Plusieurs pistes sont reconnues à travers le monde pour être particulièrement rapides. Cependant, une étude en 2012 du laboratoire de biomécanique de la Deutsche Sporthochschule de Cologne suggère que les différentes consistances de piste (molle, dure et élastique) n'ont pas d'influence significative sur la performance : « la déformation des surfaces les plus molles et la restitution d'énergie des revêtements les plus durs et les plus élastiques sont si faibles qu'elles ne peuvent pas contribuer à modifier la mécanique du système musculo-tendineux des jambes. De plus, le corps humain serait capable d'ajuster son comportement à la nature du sol sur lequel il se déplace ». Elles ont par contre une incidence sur le confort : si une surface dense absorbe moins les forces et les restitue davantage à l'athlète, censée favoriser les performances en sprint, elle provoque davantage de traumatismes au coureur de fond et demi-fond ainsi qu'au triple-sauteur.
Alors qu'à Tokyo en 1964, la piste était encore en terre battue, en 1968 au Mexique c'est la première piste synthétique, en l'occurrence en polyuréthane baptisé Tartan. Aux Jeux de Montréal en 1976, le revêtement est devenu en caoutchouc (« Sportflex », première piste d'athlétisme préfabriquée de Mondo), remplaçant le Tartan de Mexico qui permit, avec l'effet conjugué de l'altitude, de nombreux records. Ainsi, la piste barcelonaise, qui accueillit les championnats d'Europe du 27 juillet au 1er août 2010, a été fabriquée par Mondo, "Mondotrack FTX", à partir d'une surface synthétique à base de caoutchouc synthétique et de charges minérales, et est considérée comme la plus rapide jamais développée. C'est cette même firme qui avait conçu la piste des JO 2008 de Pékin ou celle des mondiaux en salle de Doha. Le Nid d'oiseau de Pékin possède également une piste Mondo très rapide ainsi que le Stade olympique de Rome. Celle de Daegu 2011 pourtant similaire semble être légèrement moins performante. La même société italienne a également fourni la piste des Jeux olympiques de Londres en 2012.

## Galerie

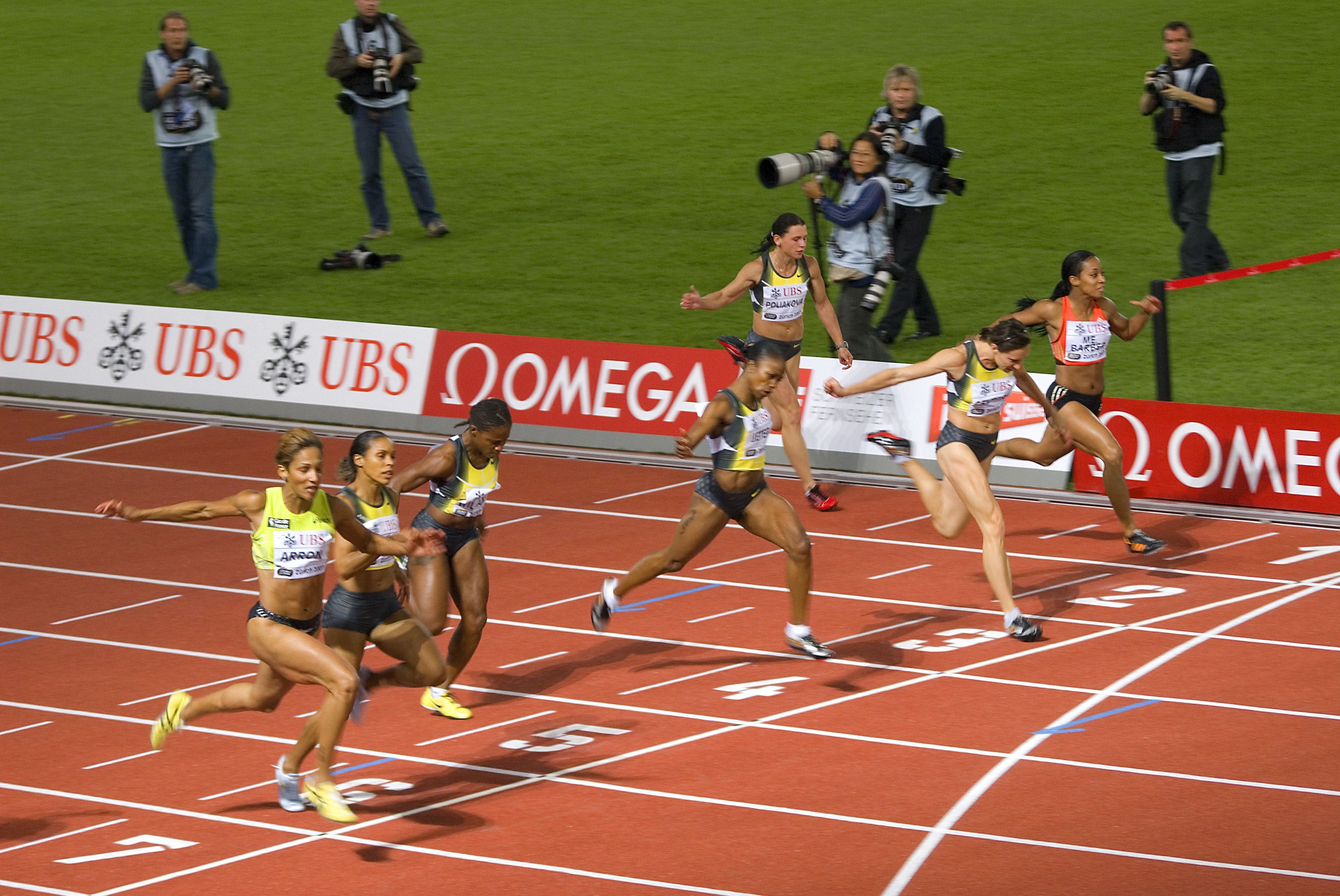
Fin d'une course féminine de 100 mètres.
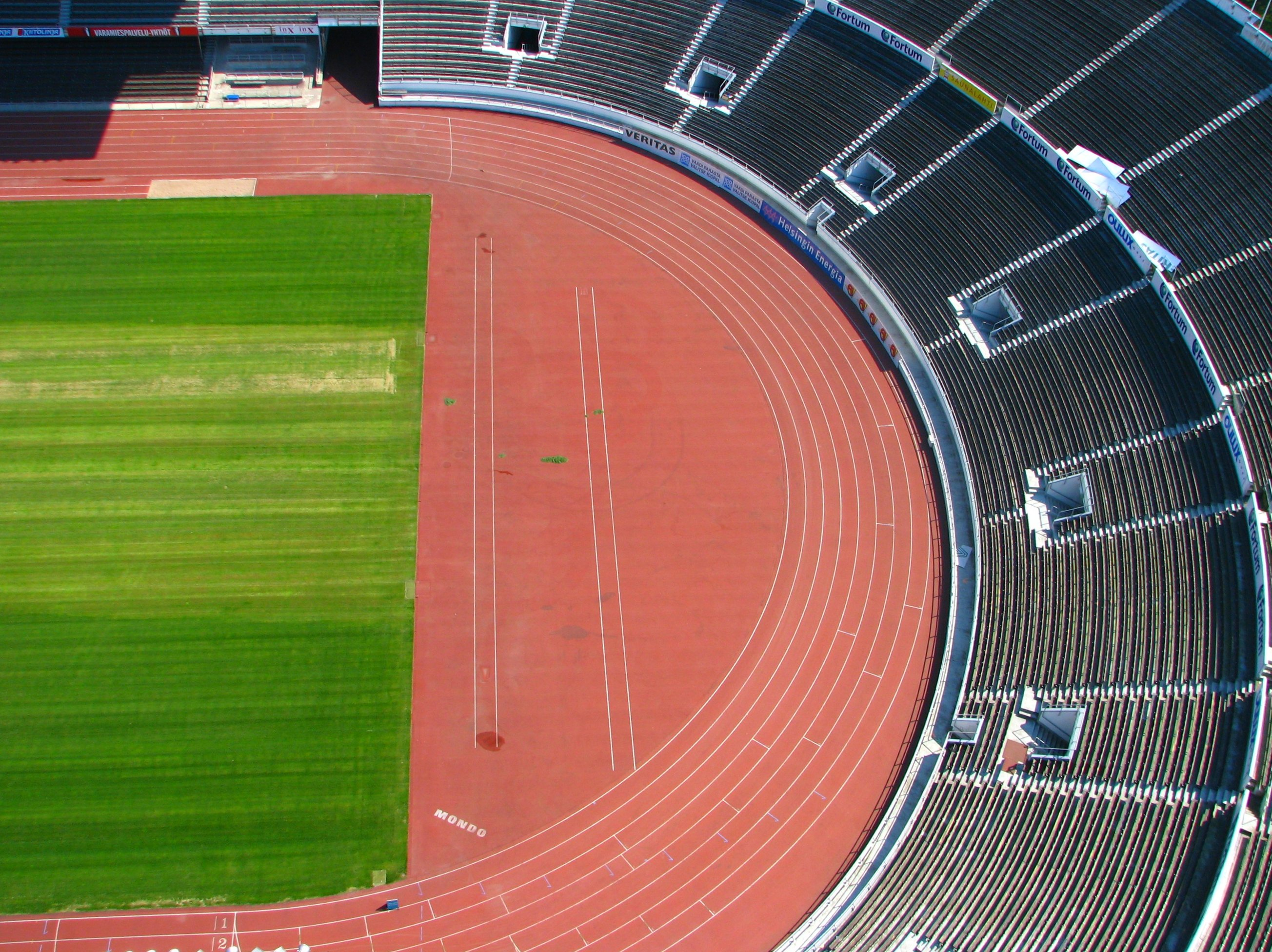
Partie d'une piste d'athlétisme en plein air.
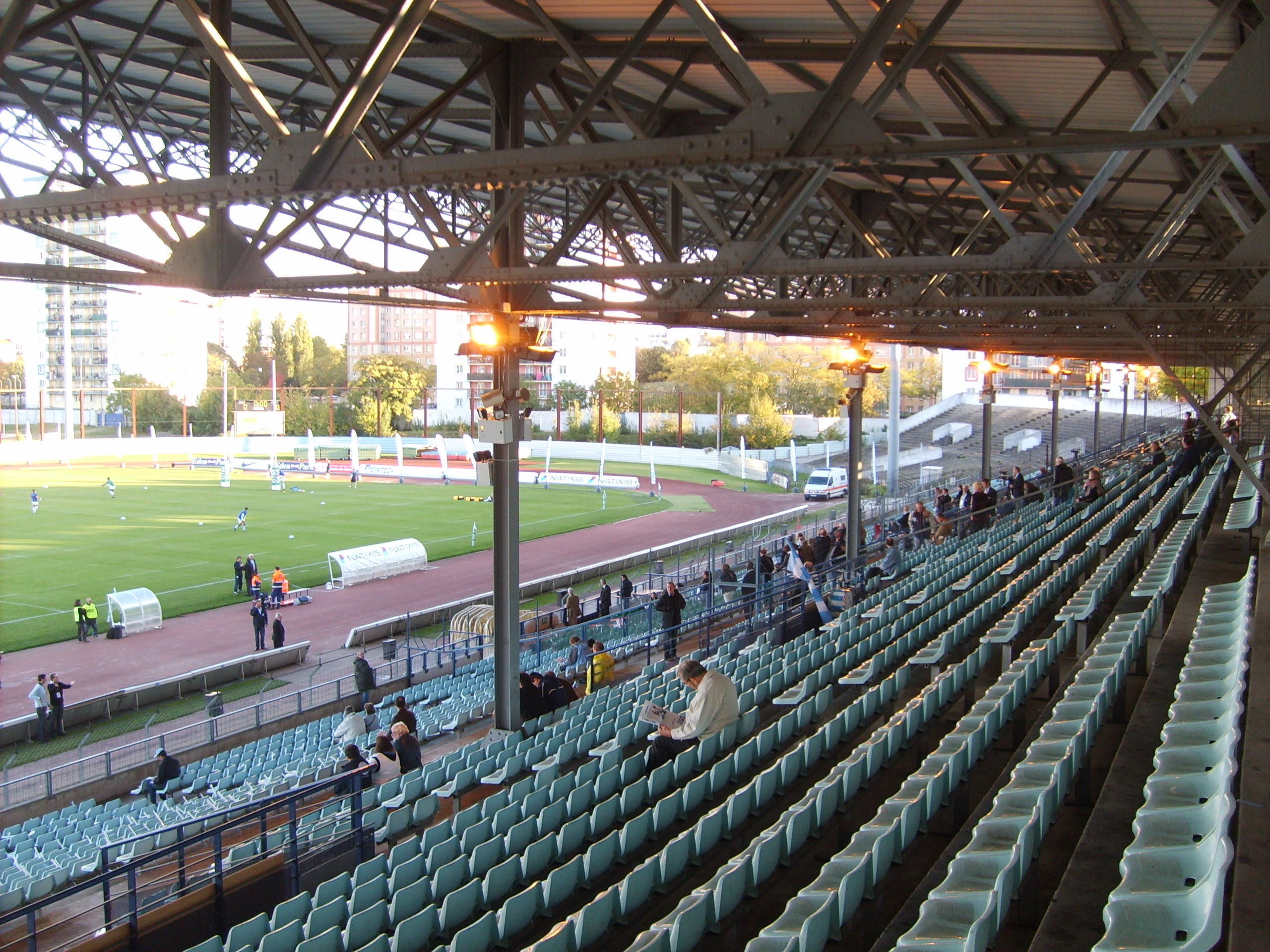
La piste olympique du stade Yves-du-Manoir de Colombes près de Paris, aujourd'hui détruite et supprimée.
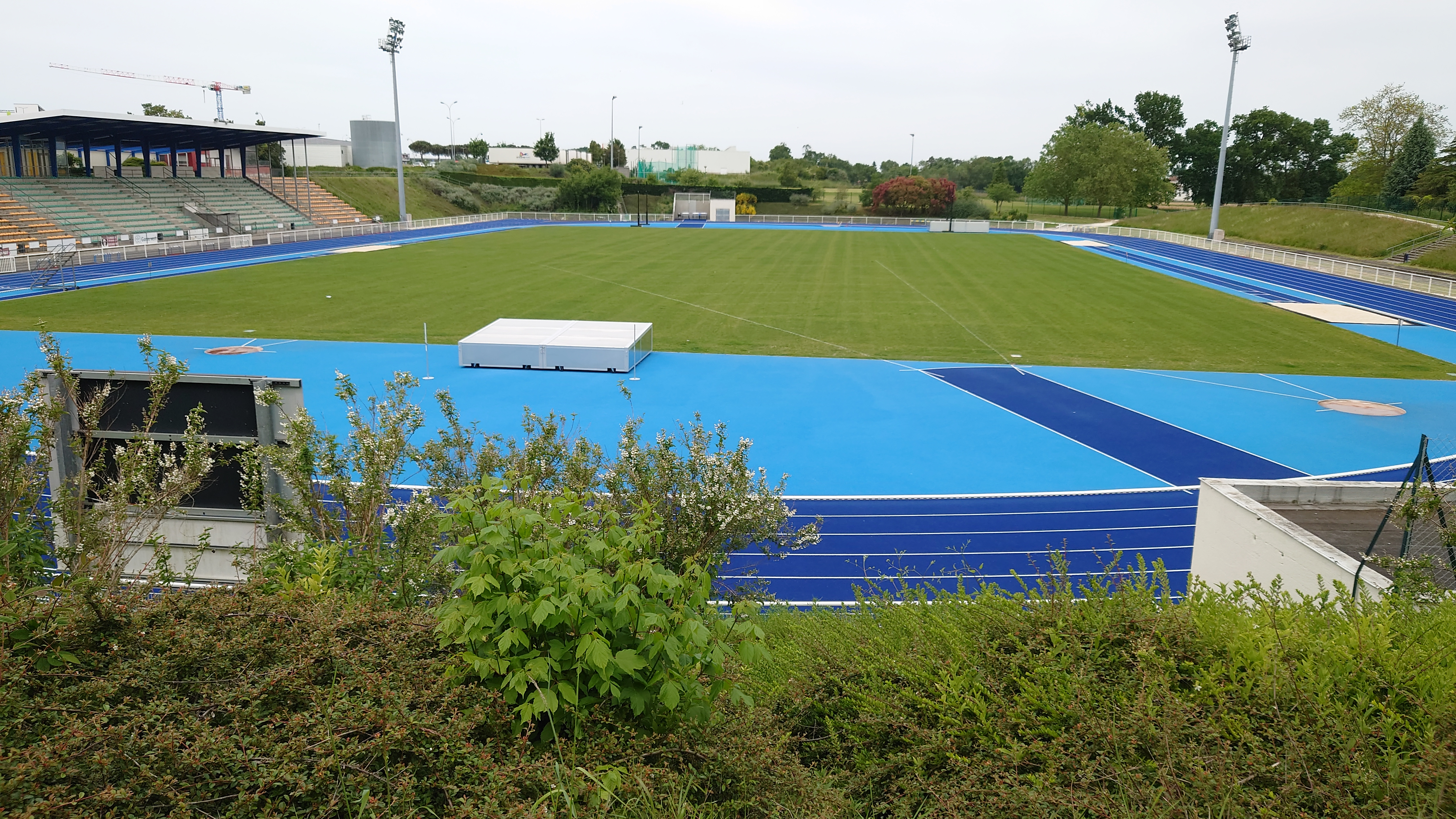
La piste du stade Yvon-Chevalier à Saintes.